# Ga Sangwangsimni
Ga Sangwangsimni (Tiếng Hàn: 상왕십리역, Hanja: 上往十里驛) là ga trên Tàu điện ngầm Seoul tuyến 2 nằm ở Wangsimni-dong, Seongdong-gu, Seoul. Trái ngược với tên nhà ga, nó nằm ở Hawangsimni-dong, không phải Sangwangsimni-dong.

## Lịch sử
- 30 tháng 6 năm 1983: Tên ga được quyết định là Ga Sangwangsimni[2]
- 16 tháng 9 năm 1983: Bắt đầu hoạt động với việc khai trương Tàu điện ngầm Seoul tuyến 2 đoạn Euljiro 1(il)-ga ~ Seongsu

## Bố trí ga
| Sindang ↑     |
| \| Vòng ngoài |
| ↓ Wangsimni   |

| Vòng ngoài | ●Tuyến 2 | ← Hướng đi Công viên Lịch sử & Văn hóa Dongdaemun · Tòa thị chính |
| Vòng trong | ●Tuyến 2 | → Hướng đi Wangsimni · Seongsu · Jamsil · Gangnam →               |

## Tai nạn
Vào 2 tháng 5 năm 2014 KST, hai đầu tàu điện ngầm đâm vào nhau tại Ga Sangwangsimni, làm 238 người bị thương.

## Hình ảnh

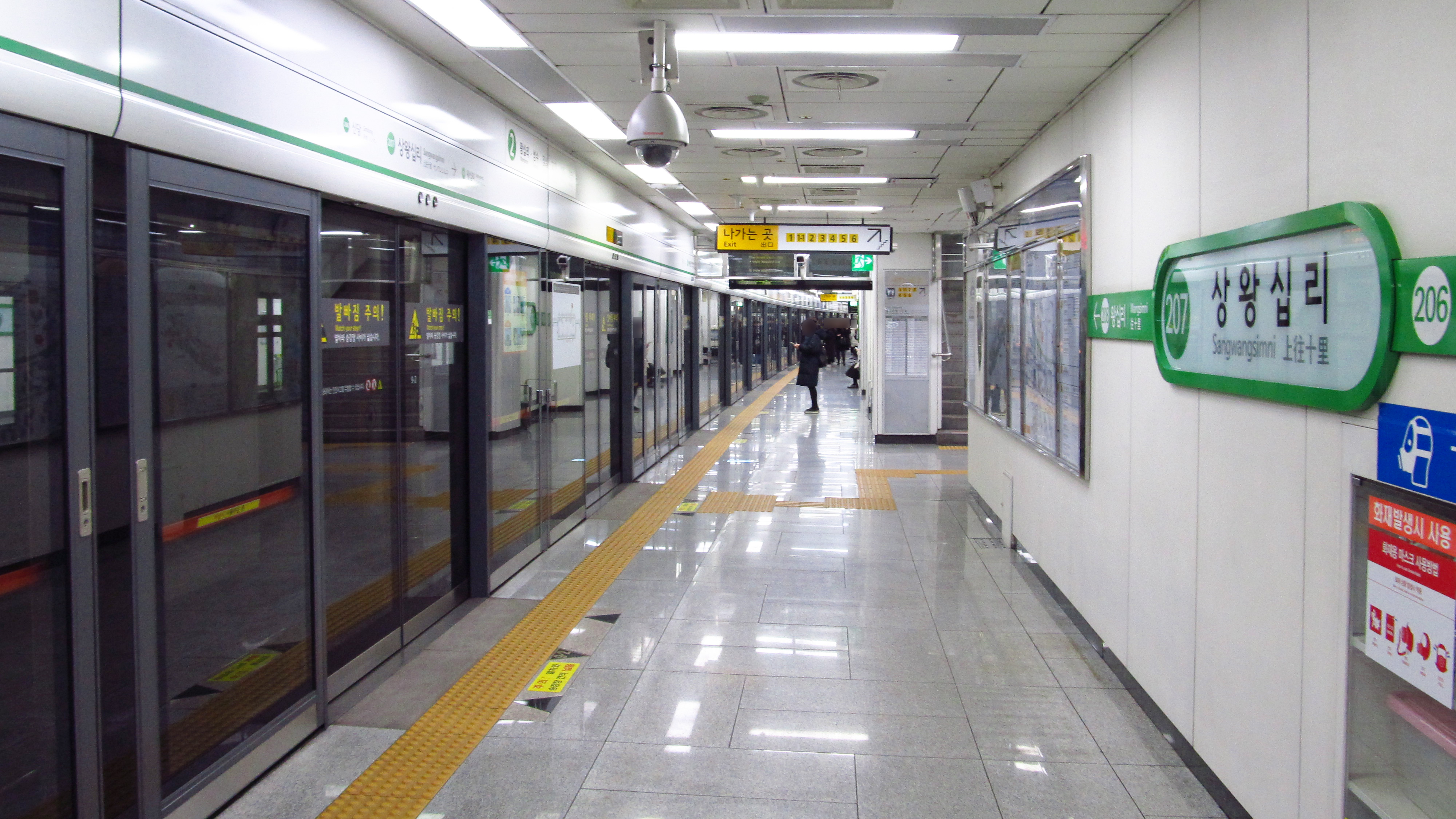
Sân ga tuyến 2